# Austro-Daimler

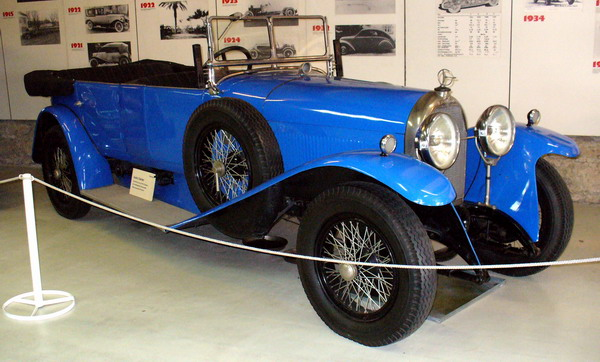
Austro-Daimler ADM (1923)

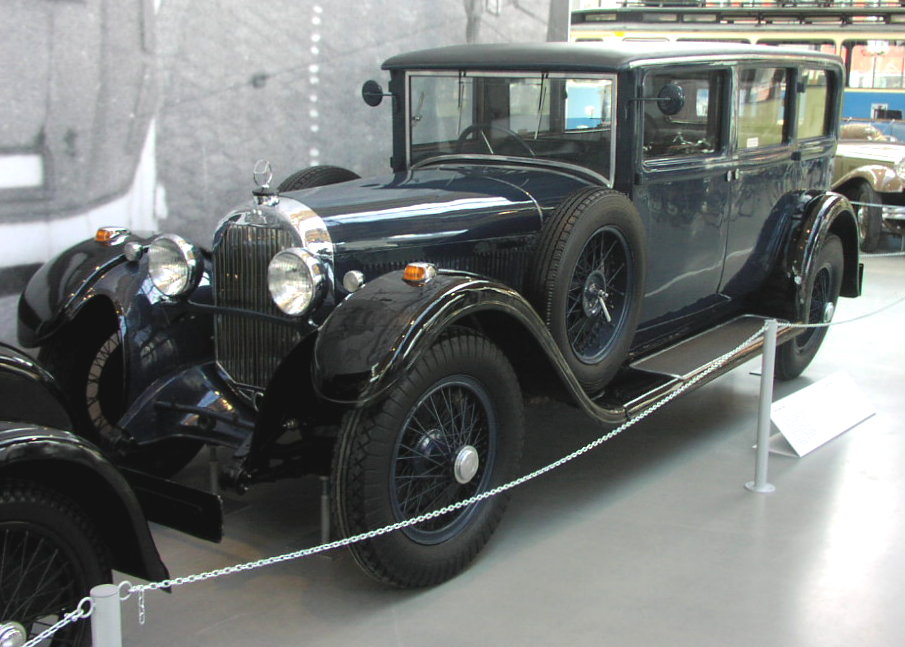
Austro-Daimler ADR (1928) zepředu

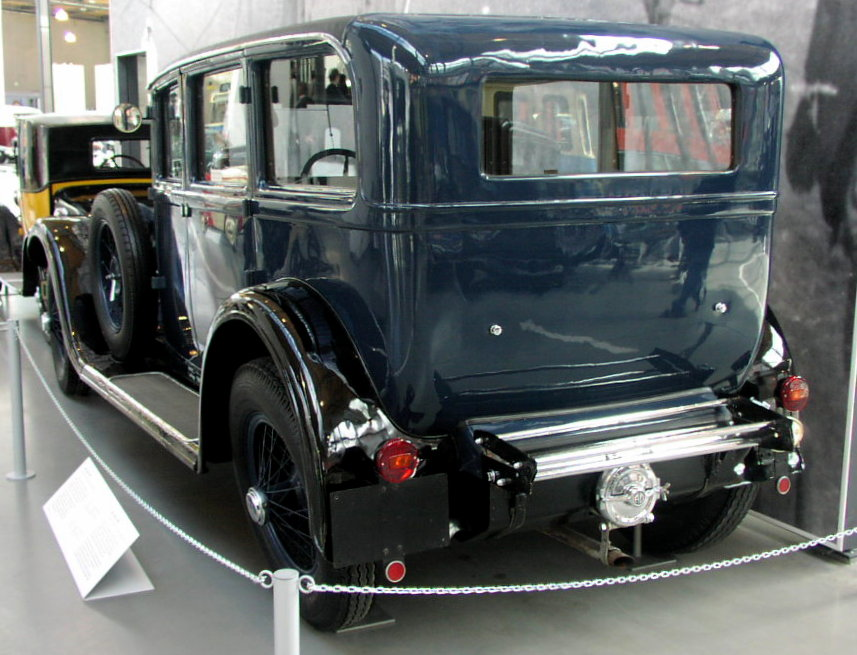
Austro Daimler ADR (1928) zezadu

Austro-Daimler byla rakouská automobilka, dceřiná společnost německé firmy Daimler-Motoren-Gesellschaft, která působila ve Vídeňském Novém Městě.

## Historie
Komanditní společnost Österreichische Daimler Motoren Commanditgesellschaft Bierenz Fischer u. Co byla založena 11. srpna 1899 se základním kapitálem 200 000 guldenů. Šlo o dceřinou pobočku Daimlerových závodů v Cannstattu u Stuttgartu. Zakladateli byli Eduard Bierenz – přítel Gottlieba Daimlera – a Eduard Fischer, majitel slévárny. Z mateřské do dceřiné firmy přešlo také několik kvalifikovaných pracovníků. V té době v rakouské továrně pracovalo 70 až 80 lidí.
14. května 1900byl v továrně vyroben první automobil, čtyřmístný vůz s dvouválcovým motorem o výkonu čtyři koňské síly. Brzy následovala produkce motorů pro nákladní automobily, autobusy a kolejová vozidla, později se vyráběly i lodní a letecké motory.
Syn Gottlieba Daimlera Paul vstoupil do společnosti v roce 1902 jako zástupce mateřské firmy a převzal vedení po technické stránce; Eduard Bierenz firmu opustil a od 27. června 1902 nesla název Österreichische Daimler Motoren Commanditgesellschaft.
V roce 1905 v továrně vznikl první obrněný automobil. Vůz měl jako první na světě pohon všech kol, postaven byl ve spolupráci s Hptm. Robertem Wolfem, motor měl objem 4,4 litru a výkon 35 koní. Paul Daimler odešel z továrny do nově postaveného závodu v Untertürkheimu, kde ve funkci nahradil Wilhelma Maybacha. Daimlerovým následovníkem se stal následující rok Ferdinand Porsche (to zprostředkoval generální konzul Emil Jellinek). V tomto roce došlo také ke změně formy a názvu na Österreichische Daimler Motoren Gesellschaft, společnost zaměstnávala 430 pracovníků. O rok později vyrábělo už 700 až 800 zaměstnanců mimo leteckých motorů (například i pro Zeppelinovy vzducholodě) i závodní vozy podle Porscheho návrhů. Motorem Austro-Daimler později osadil svůj stroj Blériot XI, zakoupený od Louise Blériota i český letec Jan Kašpar.
Rok 1909 byl ve znamení příprav oddělení rakouské části od mateřské firmy. Od následujícího roku se rakouský Daimler změnil na akciovou společnost (Oesterreichische Daimler-Motoren-Aktiengesellschaft). Na závodech pruského prince Jindřicha (Prinz-Heinrich-Fahrt) obsadily speciálně pro tento účel konstruované vozy Daimler první tři místa. Ferdinand Porsche, který se podílel na jejich vývoji v závodě zvítězil. Novým firemním logem se stala obdoba dvouhlavého rakouského orla, s nápisy AUSTRO nad hlavami a DAIMLER na hrudi Archivováno 24. 9. 2019 na Wayback Machine..
Německý mateřský koncern Daimler v roce 1912 odprodal firmě zbývající akcie a od této doby se společnosti staly konkurenty. V roce 1913 následovalo spojení s českou firmou Škoda, se kterou Austro-Daimler už delší dobu spolupracoval, zejména v oblasti vývoje přepravních prostředků pro děla. Začátkem první světové války měl Austro-Daimler okolo 900 zaměstnanců; v jejím průběhu se počet zvýšil na 4 500, výroba však byla zcela podřízena válečným potřebám rakouskouherské armády.
Ke konci války v roce 1918 se Austro-Daimler potýkal s velkým zadlužením, po válce i s vysokou inflací a tím i stále se zdražujícími surovinami. Podíl ve Škodě byl tedy prodán Vídeňské kreditní bance.
V letech 1919 až 1925 zde pracoval konstruktér Willibald Gatter a také zde podal dva své rakouské patenty.
Plnění mírové smlouvy ze Saint-Germain vedlo k zničení už vyrobených leteckých motorů a továrna opět mohla vyrábět jen civilní motorová vozidla.
Krátce po válce zde byl postaven lehký závodní vůz Sascha, který vznikl na popud závodníka hraběte Saši Kolowrata. O sestrojení vozu požádal hlavního konstruktéra firmy, svého přítele Ferdinanda Porsche. Automobil o váze pouhých 598 kg odstartoval poprvé 2. dubna 1922 na závodě Targa Florio na Sicílii. Na prvních dvou příčkách v kategorii sériových vozů do 1100 cm³ se umístili jezdci s vozy typu Sascha, Fritz Kuhn (8:19:48) a Lambert Pöcher (8:20:37).
Od roku 1923 začala firma spolupracovat s továrnou Puch ve Štýrském Hradci. Firmu v tomto roce opustil po neshodách o dalším vývoji vozů i firmy hlavní konstruktér Ferdinand Porsche.
V roce 1928 vyústila spolupráce ve fúzi obou podniků pod novým názvem Austro Daimler Puchwerke Aktiengesellschaft. Dva roky nato začal Austro-Daimler spolupracovat s továrnou Steyr AG. K 30. červnu 1934 byla výroba v továrně ve Vídeňském Novém Městě ukončena a přesunuta do Steyru a Štýrského Hradce. 12. října 1934 následovalo sloučení do společné firmy Steyr Daimler Puch AG a výroba osobních automobilů byla ukončena. Od této doby se produkce soustředila pouze na vojenská a kolejová vozidla.

## Automobily (1920 – 1934)
| Typ                     | Období    | Počet válců | Objem    | Výkon          | Max. rychlost |
| ----------------------- | --------- | ----------- | -------- | -------------- | ------------- |
| Luxuswagen 6/25 PS      | 1920-1922 | 4           | 2250 cm³ | 25 k (18,4 kW) | 75 km/h       |
| Luxuswagen 15/35 PS     | 1920-1922 | 4           | 3300 cm³ | 35 k (25,7 kW) | 80 km/h       |
| AD 6-17 (17/60 PS)      | 1921-1924 | 6           | 4424 cm³ | 60 k (44 kW)   | 100 km/h      |
| ADM II (10/40 PS)       | 1923-1924 | 6           | 2540 cm³ | 40 k (29 kW)   | 100 km/h      |
| ADM II (10/45 PS)       | 1924-1927 | 6           | 2613 cm³ | 45 k (33 kW)   | 100 km/h      |
| ADV (17/60 PS)          | 1924-1927 | 6           | 4424 cm³ | 60 k (44 kW)   | 100 km/h      |
| ADM – 3 l (12/100 PS)   | 1926-1928 | 6           | 2994 cm³ | 100 k (74 kW)  | 130 km/h      |
| ADR (12/70 PS)          | 1927-1931 | 6           | 2994 cm³ | 70 k (51 kW)   | 105 km/h      |
| ADR Sport (12/100 PS)   | 1929-1931 | 6           | 2994 cm³ | 100 PS (74 kW) | 130 km/h      |
| ADR 8 (18/100 PS)       | 1931-1934 | 8           | 4624 cm³ | 100 k (74 kW)  | 125 km/h      |
| Bergmeister (14/120 PS) | 1932-1934 | 6           | 3614 cm³ | 120 PS (88 kW) | 145 km/h      |